# Sigmoleia melanoxantha
Sigmoleia melanoxantha är en tvåvingeart som beskrevs av Tonnoir och Edwards 1927. Sigmoleia melanoxantha ingår i släktet Sigmoleia och familjen svampmyggor. Inga underarter finns listade i Catalogue of Life.